# Barbara Warcisławówna

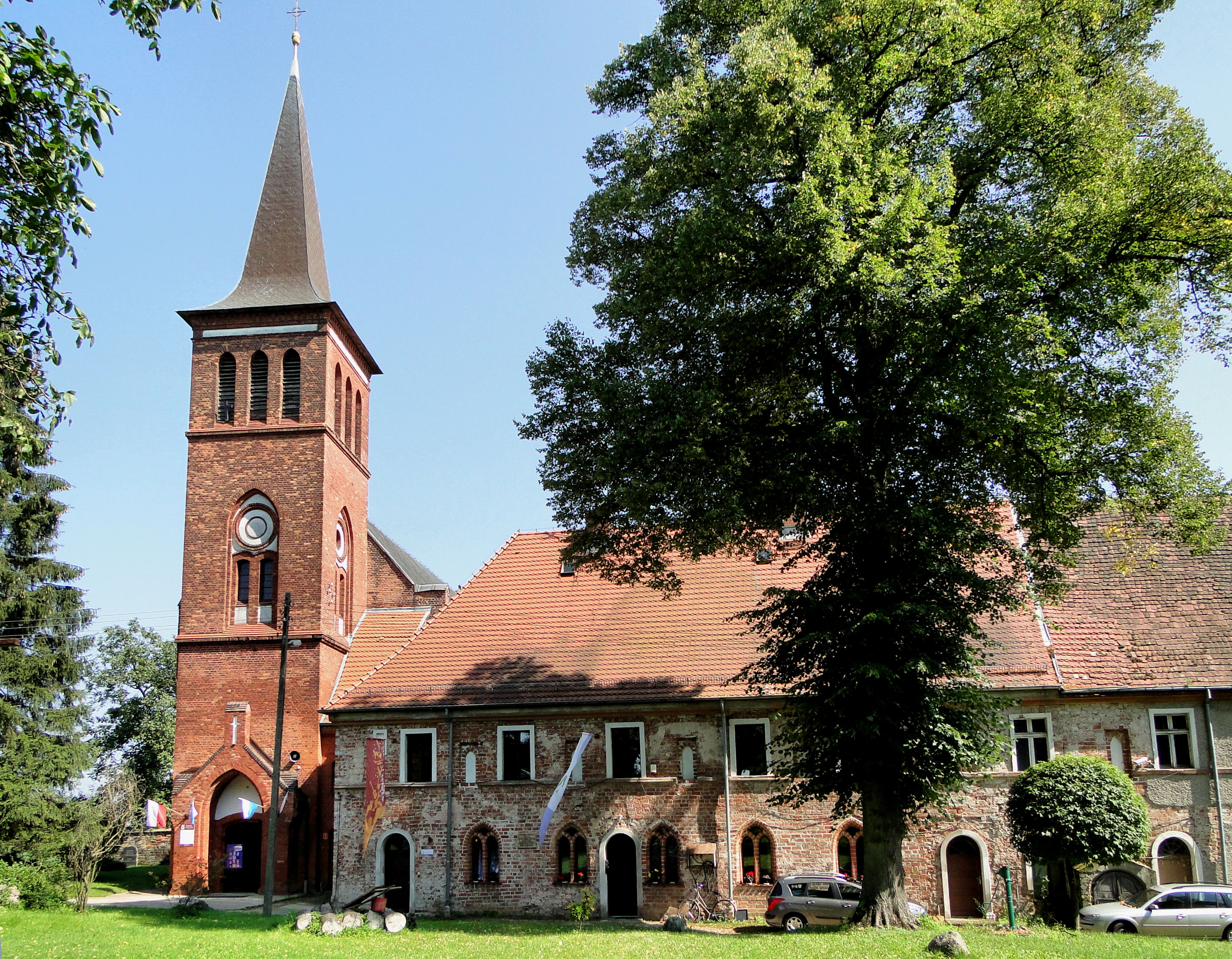
Zespół klasztorny w Marianowie

Barbara Warcisławówna (ur. ?, zm. 1300 w Marianowie) – domniemana księżniczka dymińska, ksieni klasztoru w Marianowie, prawdopodobna córka Warcisława III, księcia dymińskiego i Zofii.

## Życiorys
Barbara była ksienią klasztoru premonstratensek (norbertanek) w Marianowie. Według nowożytnej literatury przedmiotu – klasztor ten prawdopodobnie został założony przez Warcisława III  w 1249 (T. Kantzow, D. Cramer).
Przekaz podawany przez T. Kantzowa do dziś wywołuje w historiografii liczne wątpliwości. Powodem tego jest określenie reguły i fundatora klasztoru. Według wcześniejszego dokumentu źródłowego, który został wystawiony 12 listopada 1248, wynika, że to Barnim I, a nie Warcisław III był fundatorem klasztoru. Książę na Szczecinie miał dokonać fundacji po przejęciu ziemi stargardzkiej, od ówczesnego biskupa kamieńskiego. Wiadomo również, że był to klasztor o regule cysterek, a nie premonstratensek, gdzie konwentowi przewodziła przełożona a nie ksieni.
E. Rymar, genealog, który poświęcił uwagę Barbarze w Rodowodzie książąt pomorskich stwierdził między innymi, że nie można liczyć się z istnieniem ksieni, z uwagi na zaistniały stan rzeczy, przy czym zaznaczył, że nie można również wykluczać jej z dynastii Gryfitów.
Ksieni (opatka) dożyła sędziwego wieku. Zmarła w 1300 (J. J. Steinbrück) i została pochowana w kościele tamtejszego klasztoru. Jej ciało spoczęło przed ołtarzem. O pochowaniu Barbary świadczy epitafium, na którym utrwalone zostało jej imię.

### Genealogia
Hipoteza 1, według E. Rymara
| Kazimierz II pomorski ur. p. 1179 zm. 1219 | Kazimierz II pomorski ur. p. 1179 zm. 1219 |                                          |                                          | Ingarda ur. ok. 1190 zm. 1248 | Ingarda ur. ok. 1190 zm. 1248 |  |  | Albrecht I von Arnstein ur. najwcz. 1177 zm. ? | Albrecht I von Arnstein ur. najwcz. 1177 zm. ? |                                            |                                            | Matylda blankenburska ur. ? zm. najwcz. 31 VIII 1264 | Matylda blankenburska ur. ? zm. najwcz. 31 VIII 1264 |
|                                            |                                            |                                          |                                          |                               |                               |  |  |                                                |                                                |                                            |                                            |                                                      |                                                      |
|                                            |                                            |                                          |                                          |                               |                               |  |  |                                                |                                                |                                            |                                            |                                                      |                                                      |
|                                            |                                            | Warcisław III ur. ok. 1211 zm. 17 V 1264 | Warcisław III ur. ok. 1211 zm. 17 V 1264 |                               |                               |  |  |                                                |                                                | Zofia (Sophia Guisiaca) ur. ok. 1220 zm. ? | Zofia (Sophia Guisiaca) ur. ok. 1220 zm. ? |                                                      |                                                      |
|                                            |                                            |                                          |                                          |                               |                               |  |  |                                                |                                                |                                            |                                            |                                                      |                                                      |
|                                            |                                            |                                          |                                          |                               |                               |  |  |                                                |                                                |                                            |                                            |                                                      |                                                      |
|                                            |                                            |                                          |                                          |                               |                               |  |  |                                                |                                                |                                            |                                            |                                                      |                                                      |

|  |  |  |  | Barbara Warcisławówna (ur. ?, zm. 1300) |

Hipoteza 2, według E. Rymara
|  |  | Warcisław III? ur. ok. 1211 zm. 17 V 1264 | Warcisław III? ur. ok. 1211 zm. 17 V 1264 |  |  |  |  |  |  | Zofia (Sophia Guisiaca)? ur. ok. 1220 zm. ? | Zofia (Sophia Guisiaca)? ur. ok. 1220 zm. ? |  |  |
|  |  |                                           |                                           |  |  |  |  |  |  |                                             |                                             |  |  |
|  |  |                                           |                                           |  |  |  |  |  |  |                                             |                                             |  |  |
|  |  |                                           |                                           |  |  |  |  |  |  |                                             |                                             |  |  |

|  |  |  |  | Barbara Warcisławówna (ur. ?, zm. 1300) |